# 御前落居記録
『御前落居記録』（ごぜんらっきょきろく）とは、室町時代に作成された室町幕府の裁判記録である。ここでの裁判は、将軍が臨席した御前沙汰のことである。永享2年（1430年）9月から永享4年12月まで、72件の訴訟の記録がある。記録が作成された時期は、室町幕府第6代将軍足利義教の執政期にあたる。伝本は、原本である東京大学法学部が所有する宮崎道三郎旧蔵本が唯一であり、現在は東京大学法学部法制史資料室所蔵コレクションにてデジタル公開されている。また翻刻が『室町幕府引付史料集成 上巻』に収められている。

## 概要

### 作成の背景
『御前落居記録』の作成の背景には、裁判制度に対する足利義教の姿勢があった。『御前落居記録』が作成された永享年間（1429年～1441年）の前半は、義教の執政期間の前半期にあたる。応永35年（1428年）正月、義教は、兄にあたる室町殿足利義持が後継者不在のまま死去したため、籤引きによって出家した兄弟の中から将軍家の家督に選ばれた。新たに将軍家家督を継いだ義教は政策の一つとして、裁判・訴訟の迅速・公正化を進めた。日本中世において、裁判の興行は政治的にも重要であり、還俗し将軍家家督を継承してから間もない義教にとって、裁判制度の改革は自身の権威を高めるためにも重要な政策であった。また、寺社領を保護する寺社徳政も『御前落居記録』作成の背景として指摘されている。

### 『御前落居記録』の役割
『御前落居記録』には、訴訟案件の概要、訴訟当事者の主張、義教による裁許、そして下命手続きが書かれており、記録の途中までは義教の袖判（ここでは記録の右に据えられた花押）がある。各訴訟の記録者は、日下（ここでは記録の最後にある日付の下）に署名した、その訴訟を担当していた室町幕府奉行人であった。室町幕府の奉行人は、法曹官僚であり裁判の実務面を担っていた。特に義教執政期の前半は、義教と管領が連携して訴訟審理を進めていたため、訴訟の担当奉行人は訴訟の進行とともに、管領と義教のもとを行き来し訴訟案件を披露、披露許（義教あるいは管領）から訴訟に関する指示を受けていた。義教は『御前落居記録』を通じて、訴訟の進行に深く関与した奉行人や管領の行動を確認しており、個々の案件に対する承認として記録に花押を据えていた。
『御前落居記録』に見える、義教による裁許結果の傾向としては、訴人（原告）の勝訴率の高さ、寺社領を保護していたことなどが指摘されている。
『御前落居記録』の記載は永享4年12月で終わっている。その直接的な理由は不明であるが、依然として公的な訴訟ルートを経ない内奏が訴訟に力を持っていたこと、室町幕府の軍事関連業務の増加による所務沙汰業務の圧迫などが理由として挙げられている。このように、『御前落居記録』の途絶は義教期の訴訟制度、及び義教を取り巻く政治状況の変化を表していると考えられている。義教による公正・迅速化を目指した裁判政策は完全には実現・継続されなかった。

## 主要参考文献
- 桜井英治、2009、『室町人の精神』、講談社 ISBN 9784062919128。
- 設楽薫「将軍足利義教の「御前沙汰」体制と管領」『年報中世史研究』第5号、中世史研究会、1993年。